# Jerevan
Jerevan (armensk: Երևան;  [jɛɾɛˈvɑn] ?) er hovedstaden og den største by i Armenien. Den har 1.106.300(2024) indbyggere og ligger nær grænsen til Tyrkiet.

## Etymologi og symboler
Navnet Jerevan har sin oprindelse i den urartuske fæstning Erebuni, som er oprejst i nær forbindelse med midtbyen og nu kun består af ruiner. I tiden, hvor fæstningen blev rejst, var byen en af de vigtigste i Urartu. Fæstningen ligger i, hvad der i dag er et af tolv distrikter i Jerevan, Erebuni.
Byens vartegn er Ararats bjerg beliggende i Tyrkiet, der i klart vejr kan ses fra ethvert sted i byen.
Byens våbenskjold indeholder en kronet løve, som også indgår som element i republikken Armeniens rigsvåben. Den repræsenterer det armenske kongedømme grundlagt af den første konge af Kilikien, Leo II (hvis navn er latin for løve). Det heraldiske symbol bruges ofte både i Orienten og i Vesten genkalder styrke og storhed.

## Historie
Jerevans historie begynder omkring 782 f.Kr. da fæstningen Erebuni blev bygget. Stedet havde strategisk betydning med sin beliggenhed ved Silkevejen, den vigtigste handelsrute mellem Europa og Asien. Jerevan har været kontrolleret af både arabere, persere og det Osmanniske Rige før Rusland annekterede byen i 1828. Mellem 1917 og 1991 var det en del af Sovjetunionen.

## Geografi
Jerevan er beliggende i det østlige Armenien i den nordøstlige del af Ararat-dalen. Den øvre del af byen er omgivet af bjerge på tre sider, mens den på sydsiden går ned til bredderne af floden Hrazdan. Hrazdan deler Jerevan i to med en smuk dyb flodseng. Byen ligger i en højde rækkende fra 900 to 1.300 m OHO.
Som Armeniens hovedstad er Yerevan ikke en del af nogen marz ("provins"). I stedet grænser den op til følgende marzer: Kotayk (nord), Ararat (syd), Armavir (sydvest) og Aragatsotn (nordvest).

### Klima
Jerevans klima er relativt kontinentalt med tørre, varme somre og kolde, korte vintre. Temperaturerne i august kan nå 40 °C, mens januar kan have temperaturer ned til -25 °C . Nedbørsmængden er lille med sin omkring 350 mm årligt.
|                               | Jan | Feb | Mar | Apr | Maj | Jun | Jul | Aug | Sep | Okt | Nov | Dec | År |
| Gennemsnitlig temperatur [°C] | -7  | -2  | 6   | 11  | 19  | 24  | 27  | 26  | 20  | 15  | 8   | -1  | 13 |
| Nedbør [cm]                   | 2   | 2   | 3   | 4   | 4   | 2   | 1   | 1   | 1   | 3   | 2   | 2   | 27 |

## Økonomi
Byen er et knudepunkt for handel med landbrugsvarer. Derudover producerer industrivirksomheder i byen metaller, maskininstrumenter, elektrisk udstyr, kemikalier, tekstiler og madprodukter.
Jerevan er ikke kun hovedkvarter for armenske virksomheder, men også for nogle internationale, fordi det ses som et attraktivt sted at outsource til for multinationale virksomheder fra Vesteuropa, Rusland og USA. Fornylig flyttede Lycos deres hovedkvarter fra Paris til Jerevan[kilde mangler]. Jerevan er også landets finansielle centrum, da den er hjemsted for Nationalbanken, børsen og nogle andre af de største banker i landet.

### Udvikling
For nylig har Jerevan gået i gennem en udvikling og omlægning af mange bygninger, da gamle bygninger fra sovjet-perioden er blevet erstattet af nye. Denne byfornyelse er blevet mødt af modstand og kritik fra nogle beboere.

## Kultur
Som centrum for armensk kultur er Jerevan hjemsted for Jerevan Statsuniversitet (1919), det armenske Videnskabsakademi, et historisk museum, et operahus, et musikkonservatorium og flere tekniske institutter. Matenadaran-arkiverne indeholder en rig samling af værdifulde antikke armenske, græske, assyriske, hebraiske, romerske og persiske manuskripter. Jerevan har flere store offentlige biblioteker, et antal museums og teatre, botaniske og zoologiske haver.

## Turisme
To store turistattraktioner er operahuset, ruinerne af en Urartu-fæstning og en romersk fæstning. Det Armenske Marriott Hotel er beliggende i hjertet af byen ved Republik-pladsen (også kendt som Hraparak).

## Transport
Jerevan er hjertet i et omfattende jernbanenetværk.

### Luft
Lufttrafikken til Jerevan ekspederes gennem Zvartnots International Airport, som ligger 10 km vest for byens centrum. Lufthavnen blev købt af en multimillionær argentinsk-armensk forretningsmand ved navn Eduardo Eurnekian. Den gennemgik en omfattende renovering begyndende i 2004, som kostede mere end 100 millioner USD og stod færdigt i 2007 med en ny terminal.
En anden lufthavn, Erebuni Airport, er beliggende lige syd for byen, men bruges primært af militæret.

### Bus
Siden 1949 har trolleybusser kørt omkring i Jerevans gader. Byen havde tidligere også sporvogne, men disse blev nedlagt i januar 2004.

### Metro
Jerevan Metro er en undergrundsbane, der betjener hovedstaden. Indvendigt ligner det de vestlige tidligere Sovjetnationers med lysekroner hængende fra korridorerne. De fleste af metrostationernes navne blev skiftet efter Sovjetunionens fald og Republikken Armeniens uafhængighed.

## Venskabsbyer
| - Athen, Grækenland - Kyiv, Ukraine - Antananarivo, Madagaskar - Beirut, Libanon - Chişinău, Moldova - Bratislava, Slovakiet - Lyon, Frankrig - Damaskus, Syrien | - Marseille, Frankrig - Firenze, Italien - Tbilisi, Georgien - Stavropol, Rusland - Volgograd, Rusland - Minsk, Hviderusland - Montreal, Canada - Moskva, Rusland | - Odessa, Ukraine - Sankt Petersborg, Rusland - São Paulo, Brasilien - Podgorica, Montenegro - Cambridge, USA - Isfahan, Iran - Carrara, Italien - Buenos Aires, Argentina |